# Биркигт, Марк
Марк Биркигт (нем. Marc Birkigt; 8 марта 1878, Женева — 15 марта 1953, Версуа, Швейцария) — швейцарский инженер-механик, гениальный изобретатель, предприниматель, промышленник. Известен как основатель фирмы Hispano-Suiza и организатор её филиалов во многих странах мира. В Испании, Франции и Швейцарии известен как пионер автомобилестроения, моторостроения, авиации и автоматического оружия.

## Биография
Сын немецких родителей: отец Эрнст Людвиг Биркигт, мать Луиза Аннен. Марк родился 8 марта 1878 года в Женеве (Швейцария). Сын портного. Рано лишился родителей, мать умерла, когда ему было два года, отец, - когда ему было 12 лет. Воспитывался бабушкой.
В 1895 году поступил в Школу механики Женевы l’École de mécanique de Genève, которую окончил в 20 лет с дипломом инженера. После окончания работал в компании по производству машин и оборудования для часовой промышленности. Призванный на военную службу выполнял обязанности мастера-оружейника. В поисках работы отправился в Барселону, где в 1898 году устроился на небольшое предприятие по производству электрических омнибусов — электротехническую компанию «Cuadra» (Куадра). Владелец неожиданно заинтересовался автомобилями.
За короткий срок работы Биркигт убедил Куадра предоставить ему возможность организовать автомобильное производство, которое помогло бы «вывести Испанию в разряд наиболее развитых стран». Марк Биркигт получил задание спроектировать автомобиль.
До декабря 1903 года они успели изготовить шесть машин, затем предприятие разорилось и владелец Куадро продал свою фирму другому предпринимателю, банкиру Хуану Кастро (J. Castro).
Постепенно на предприятии наладили сборку несложного автомобиля. При этом Марк Биркигт предложил новаторский подход в решении конструкции автомобиля марки «Castro» (Кастро) — названного в честь нового владельца компании, несколько отличавшийся от известного автомобиля Mercedes: крутящий момент передавался к колесам не цепями, а карданным валом.
Но в 1904 году и это предприятие потерпело фиаско. Вскоре фирму перекупили испанские финансисты Дамиан Матеу и Франсиско Сейо.
14 июня 1904 года, в Барселоне была основана фирма La Hispano-Suiza Fabrica de Automoviles S.A., что означает «Испано-швейцарская фабрика автомобилей», где Марк Биркигт занимал пост генерального директора и главного конструктора.
По их замыслу именно так можно было объединить технические способности швейцарского конструктора с испанским капиталом. С этого момента автомобиль «Castro» стал называться «Hispano-Suiza».
Король Испании Альфонс XIII благоволил первой испанской автомобильной фирме. Биркигт постоянно работал над новыми моделями. Самой удачной из них стала спортивная машина 1912 года, которой он дал имя короля. С тех пор она числится в анналах автоистории как «Hispano-Suiza Alfonso XIII».
С 1914 года занимался, наряду с автомобилями, авиационными моторами.
В годы Первой мировой войны конструктор спроектировал революционный для своего времени V-образный восьмицилиндровый авиационный мотор Hispano-Suiza V8 с водяным охлаждением мощностью 140 л.с., блок цилиндров был выполнен из литейногоалюминиевого сплава, гильзы мокрого типа. 
HS-8V, произведённые по лицензии во Франции, Великобритании, США, Италии, России и Японии общим количеством не менее 50 тысяч экземпляров, во время Первой мировой войны приводили в действие самолёты-истребители Франции и союзных держав.
В этот период Биркигт освоил новое направление, оружейный бизнес, и именно в это время появляется фирменный знак Hispano-Suiza - летящий аист, эмблема знаменитой французской истребительной авиационной эскадрильи "Cigogne" (Аист).
В период между двумя войнами компания находилась под управлением Марка Биркигта, его сына Луи, и князя Станислава Понятовского, потомка последнего польского короля. В середине 1930-х годов его фирма начала выпуск двенадцатицилиндровых авиамоторов HS 12Y, у которых в развале цилиндров размещалась автоматическая пушка Hispano-Suiza HS.404, конструкции Биркигта (оригинальное название Hispano-Suiza Moteur Cannon). Она стреляла не сквозь лопасти винта, а через его пустотелый вал, в связи с чем отпала необходимость использования сложных устройств синхронизации выстрелов и скорости вращения пропеллера - коренной проблемы вооружения пушечных истребителей второй половины 1930-х годов.
В 1938 году, спустя два года после начала гражданской войны в Испании и национализации предприятия, Биркигт покинул компанию в Барселоне. Чтобы избежать национализации французской ветви компании он перемещает часть производства в Грэнтем (Великобритания), а затем в Женеву (1938 год),  где основал в новое предприятие Hispano-Suiza (Suisse) S.A (ставшее головным предприятием компании вплоть до её поглощения компанией Oerlikon), которое занималось выпуском лёгких артиллерийских систем, станков и инструмента. Её дочерняя компания British Manufacture and Research Company (BMARC) в городе Грэнтем (Линкольншир) позднее изготавливала по лицензии авиапушки HS.404 для британских ВВС, ставшей стандартным артиллерийским вооружением союзников Британии на протяжении ближайших 20 лет.
После Второй мировой войной, Биркигт перешëл на производство авиамоторов и авиапушек, судовых дизелей, самолетных шасси. Были полностью восстановлены лежавшие в руинах и разграбленные французские заводы фирмы в Буа-Коломб и Тарб. в 1950-е годы Hispano-Suiza изготавливала реактивные двигатели, в том числе, двигатели Rolls-Royce "Néné", многочисленные комплектующие для реактивной авиации и газотурбинных двигателей, такие как инверторы тяги, катапультируемые сидения «Мартин-Бейкер», самолётные шасси, прежде чем это направление перешло (было продано) компании Snecma (Société Nationale de Construction de Moteurs d’Avions).
Умер конструктор в 1953 году от рака лёгких.
После смерти Марка Биркигта его сын Луи Биркигт являлся единоличным владельцем швейцарского концерна Hispano-Suiza, и в конце 1960-х годов оказался вовлечённым в серию скандалов, в том числе в HS-30-скандал, связанный с поставками  бронетранспортеров HS-30 для бундесвера.

## Частная жизнь
Был женат на Эжени Браше с 1901 года. В браке родились сын Луи в 1903 году и дочь Ивонн в 1905 году. Единственный внук Биркигта разбился в авиакатастрофе в 1950 году.
С 1930 года Марк Биркигт проживал в Версуа в своем роскошном особняке «Rive-bleu» на берегу Женевского озера, напротив Горы Монблан.

## Награды
- Орден Изабеллы Католической (1908)
- Командор Ордена Почетного Легиона (1930)
- Великий офицер Ордена Почетного Легиона (1939)
- Почётный доктор Швейцарской высшей технической школы Цюриха
- Лауреат премий аэро-клуба Франции (1923, 1949)